# Анас Хамадех
Анас Хамадех (12 березня 1989) — йорданський плавець.
Учасник Олімпійських Ігор 2008 року.